# CYP1A2
CYP1A2(Cytochrome P450 1A2, 사이토크롬 P450 1A2)는 사이토크롬 P450 혼합 기능 산화효소 시스템의 일부이며 인체 내 생체이물 대사에 관여한다. 인간에서 CYP1A2 효소는 CYP1A2 유전자에 의해 암호화된다.

## 기능
CYP1A2는 사이토크롬 P450 슈퍼패밀리 효소의 개체이다. 사이토크롬 P450 단백질은 약물 대사 및 콜레스테롤, 스테로이드 및 기타 지질의 합성과 관련된 많은 반응을 촉매하는 모노옥시게나제이다. CYP1A2는 소포체에 국한되며 그 발현은 일부 다환 방향족 탄화수소(PAH)에 의해 유도되며, 그 중 일부는 담배 연기에서 발견된다. 효소의 내인성 기질은 알려져 있지 않다. 그러나 일부 PAH를 발암성 중간체로 대사할 수 있다. 이 효소의 다른 생체이물질 기질로는 카페인, 아플라톡신 B1 및 파라세타몰(아세트아미노펜)이 있다. 이 유전자의 전사체에는 3' 비번역 영역의 직접 반복 부분이 측면에 있는 4개의 Alu 서열이 포함되어 있다.